# Daniela Farnese
Daniela Farnese, nota anche con lo pseudonimo di Dania Farnese (Napoli, 9 gennaio 1978), è una scrittrice e blogger italiana.

## Biografia
Si è laureata in Lingue e civiltà orientali (arabo ed ebraico) all'università di Venezia.
Inizia l'attività di blogger nell'agosto 2003 con il blog Malafemmena, poi divenuto dottoressadania.it, ancora attivo. I suoi primi racconti sono stati pubblicati sulla rivista Canemucco di Makkox. Nel 2011 è tra i fondatori della Stiletto Academy, che organizza corsi di portamento sui tacchi. Nello stesso anno ha iniziato la carriera di scrittrice.
Il suo libro del 2012, Via Chanel n. 5, ha avuto un buon successo editoriale: è arrivato terzo nella classifica Nielsen dei libri più venduti di narrativa italiana durante la quarta settimana di settembre 2012, ricevendo molte recensioni su varie testate giornalistiche, tra cui Ansa, La stampa, Donna Moderna, Panorama.
È stata opinionista per varie reti tv (Rai, Mediaset, La3 e Vero TV).

## Libri

### Romanzi
- Via Chanel N° 5, Milano, Newton Compton, 2012, ISBN 978-88-541-4304-3
- I love Chanel, Milano, Newton Compton, 2013, ISBN 978-88-541-5256-4
- Un'estate con le amiche, Milano, Newton Compton, 2013, ISBN 978-88-541-5933-4
- A noi donne piace il rosso, Milano, Newton Compton, 2014, ISBN 978-88-541-7370-5
- Natale da Chanel, Milano, Newton Compton, 2015, ISBN 978-88-541-8206-6
- Donnissima, Rizzoli, 2016, ISBN 978-88-17-08887-9

### Saggi
- 101 Modi per far soffrire gli uomini (siate stronze, siate cattive, siate spietate), Milano, Newton Compton, anno 2011, ISBN 978-88-541-3174-3